# جون هه جین (بازیگر، زاده ۱۹۷۶)
جون هه جین (انگلیسی: Jeon Hye-jin؛ زادهٔ ۱۰ اوت ۱۹۷۶) هنرپیشه، و بازیگر سینما اهل کره جنوبی است.
از فیلم‌ها یا برنامه‌های تلویزیونی که وی در آن نقش داشته‌است می‌توان به عتیقه،  تخت پادشاهی ، راننده تاکسی و ریزش خاکستر  اشاره کرد.